# Rudolf von Baden (1481–1532)
Rudolf von Baden (* 16. Juni 1481; † 23. September 1532) war nicht-regierender Markgraf und Prinz von Baden sowie Domherr in Mainz, Köln, Straßburg und Augsburg.
Rudolf war ein Sohn von Markgraf Christoph I. und der Ottilie von Katzenelnbogen (* um 1451; † 15. August 1517), der Tochter des Grafen Philipp II. von Katzenelnbogen und Enkelin von Philipp von Katzenelnbogen.
Im Kölner Domkapitel hatte er 1511, 1522 und 1523 das Amt des Domkustos und 1525 jenes des Thesaurars.